# J.Crew
J.Crew Group, Inc., (Джей.Крю) — американський мультибрендовий, багатоканальний магазин роздрібної торгівлі. Підприємство пропонує широкий асортимент чоловічого, жіночого та дитячого одягу й аксесуарів, в тому числі верхній одяг, светри, джинси, сукні, костюми, купальники, піжами, весільне вбрання, сумки, прикраси та взуття. Станом на серпень 2016 року працює понад 450 роздрібних магазинів Джей. Крю по всій території США. Компанія здійснює свою діяльність через роздрібну торгівлю, фабрики, магазини Crewcuts і Madewell, через каталоги й Інтернет.

## Історія

### Формування і розширення каталогу
У 1947 році Мітчелл Сінадер й Сол Чарльз заснували Popular Merchandise, Inc. магазин, що продавав недорогий жіночий одяг через каталог Popular Club Plan через домашні демонстрації. У середини 1980-х, продажи через каталоги швидко зростали — від 25 до 30 відсотків щороку. Річний обсяг продажів збільшився за п'ять років з $3 млн до більш ніж $100 мільйонів.
У 1985 році було запущено бренд жіночого одягу Clifford & Wills, що був більш доступним, за бренд Popular Merchandise У 1987 році двоє засновників полишили підприємство й почали власний каталог Tweeds.
1980-ті роки відзначені бумом продажів у каталогових роздрібних гігантів Lands' End, Talbots й L. L. Bean. Popular Merchandise розпочав продажі через каталог одягу для задоволення для вищого середнього класу з орієнтиром на стиль Ralph Lauren, але за більш доступну ціну. Перший Popular Club Plan каталог був надісланий споживачам у січні 1983 року й продовжував розповсюджуватися під первинною назвою до 1989 року. Popular Club Plan каталоги часто показували одяг зі світлинами на моделі та близького вигляду деталей й тканини для запевнення покупця у високій якості виробу.

### Зміна назви й перші магазини
З 1983 року підприємство Popular Merchandise, Inc. стало відомо, як J.Crew, Inc.. Підприємство намагалося продати без успіху свій Popular Club Plan бренд. У 1989 році J.Crew відкрило свій перший роздрібний магазин на Саут-Стріт Сіпорт у даунтауні Манхеттена.
У жовтні 1997 року інвестиційна фірма Texas Pacific Group Inc. придбала контрольний пакет акцій J.Crew Group у сім'ї Сінадер. На 2000 рік Texas Pacific Group володіла приблизно 62 % акцій, менеджери J.Crew — близько 10 %, голова правління Емілі Сінадер Вудс й її батька Артур Сінадер — більшістю решти акцій.
У 2000 році бренд Clifford & Wills було продано Speigel, Inc.. У 2004 році J.Crew придбав бренд Madewell — зниклого виробника робітничого одягу, що було засновано у 1937 році.
З 2006 року бренд Madewell позиціонується як «сучасна інтерпретація», орієнтований на молодих жінок, ніж основний бренд J.Crew.
2006 року J.Crew стала ВАТ з розміщенням цінних паперів на біржі.

### Приватизація

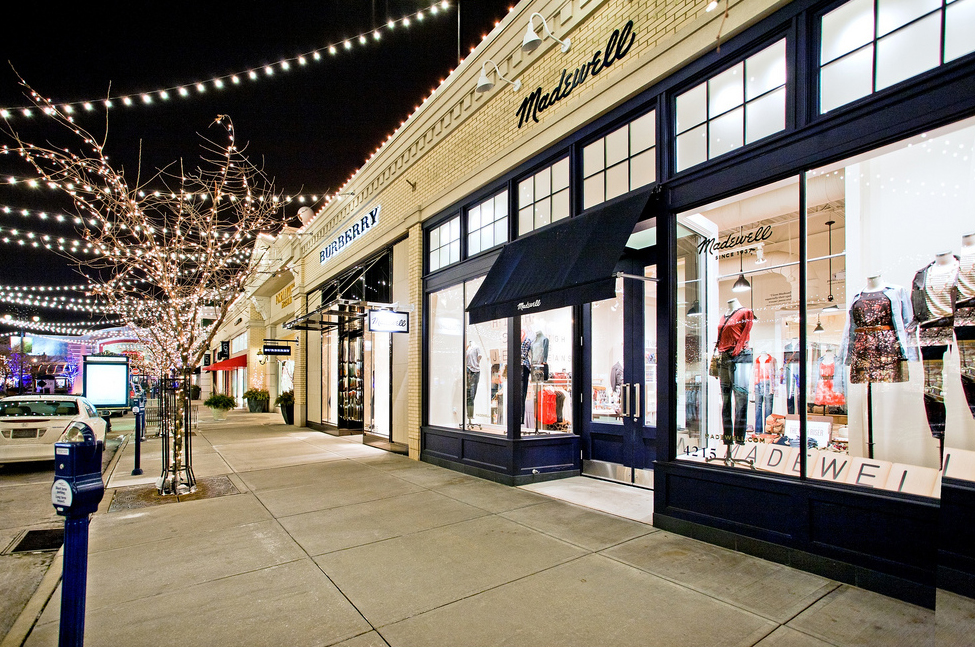
Магазин Madewell у магазині в Істон Таун центрі у Колумбусі (Огайо)

У 2011 році TPG Capital LP й Leonard Green & Partners LP приватизували J.Crew за $3 млрд, викуп за рахунок позикових коштів. За цією акцією акціонерам було сплачено по 43,5 долари за акцію, що було на 16 % більше за ціну акції на ринку цінних паперів.

### Останні події
У червні 2015 року, Нью-Йорк Таймс повідомила, що J.Crew має спад у продажах жіночого одягу, тому що компанія не відреагувала на дві тенденції на ринку: дешева одяг «швидкої моди» й «спортивного задоволення». У 2016 році від J.Crew разом з Нордстромом почали продажі у його універмагах та онлайн.
У 2017 році J.Crew почали продавати на Амазоні.
У квітні 2017 року, компанії скоротити 250 робочих місць, в основному у своїй штаб-квартири. Влітку 2017 року, компанії вдалося уникнути банкрутства, коли вдалося домовитися з кредиторами й зменшити заборгованість. На травень 2019 борг J.Crew становить близько 2 мільярдів доларів.
16 лютого 2018 J.Crew найняло виконавчого директора Старбакса, Адам Бротмана як президента й головного досвідного офіцера.
29 листопада 2018 року J. Crew оголосила про припинення їх Nevereven, Mercantile й J.Crew Home суббрендів.

## Роздрібні магазини

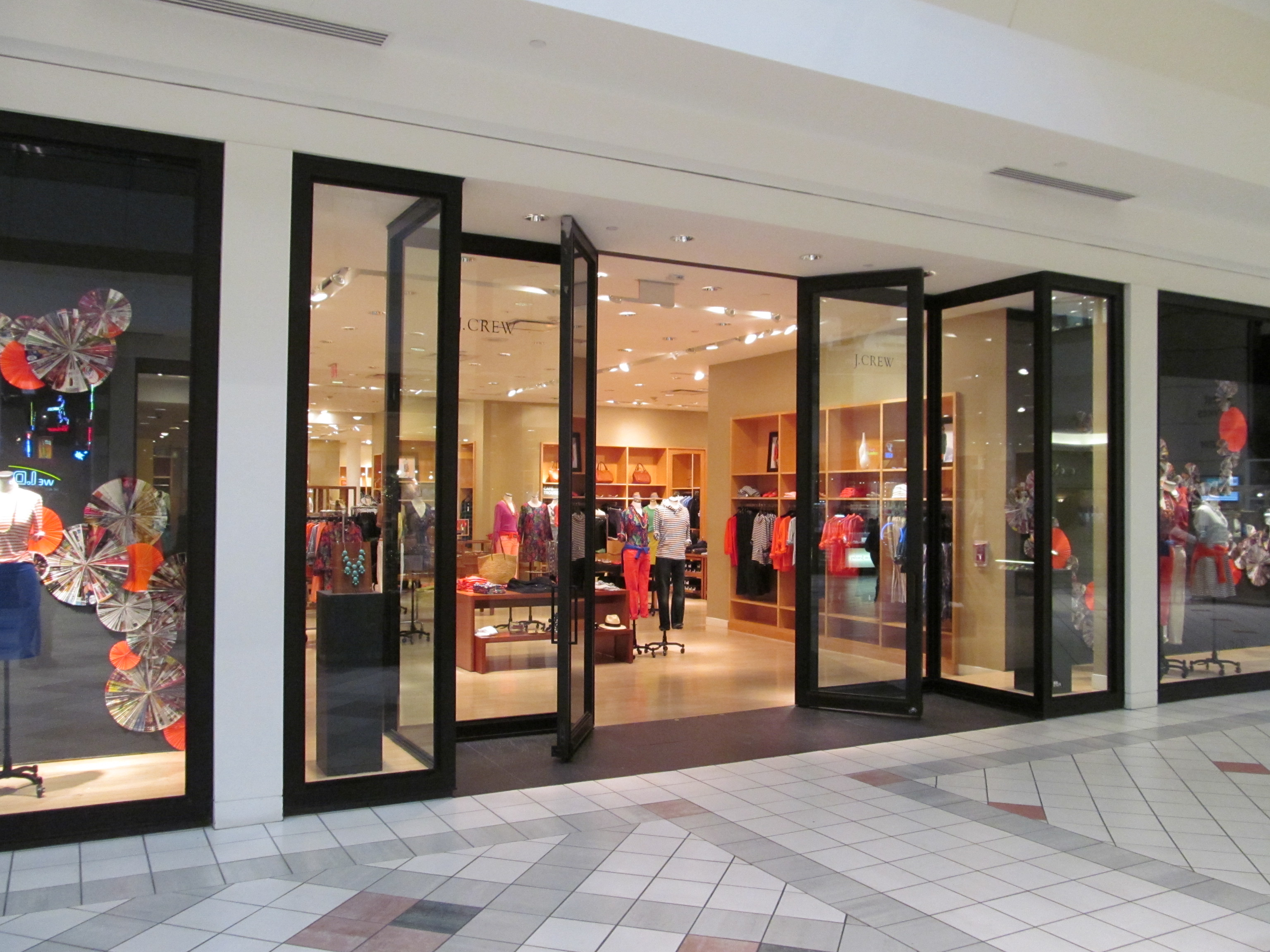
Від J. Crew в Саут-Шор-Плаза у Брейнтрі, (Массачусетс)

Станом на 2017 рік підприємство оперує 575 магазинами роздрібної торгівлі, в тому числі 281 магазинами J.Crew, 113 магазинами Madewell й 181 магазинами J.Crew Factory (включно з 39 магазинами J.Crew Mercantile) аутлетами, як повідомили в 2017 році. Компанія також працює на міжнародному рівні в Канаді, Франції, Великій Британії, Китаю та Кореї. Крім того, компанія має 76 магазинів у Японії, що працюють за ліцензією ITOCHU Corporation.
У березні 1989 року відкрився перший роздрібний магазин J. Crew у Саут-стріт Сіпорті на Манхеттені з планами підприємства відкрити ще 45 магазинів. Через 5 місяців після відкриття свого першого магазина J.Crew додало нові лінії своїх каталогів: «Класика» й «Колекції». «Колекції» використовували більш складні покрої з кращих тканин для створення модніших й дорожчих речей; «Класика» — містила одяг, що може бути вдягнений як для роботи, так й для дозвілля. Восени 1989 року J.Crew відкрила 3 нові магазини у Честнат-Хілл (Массачусетс), Сан-Франциско й Коста-Меса. До кінця року роздрібні продажі майже досягли 10 мільйонів доларів.
На наступному кроці були відкриті магазини у Філадельфії, Кембриджі й Портланді. J.Crew скоротило свої плани по відкриттю роздрібних магазинів з 45 до 30 або 35. У 1991 року J.Crew докладала зусиль, щоб розширити свої продажі у Канаді.

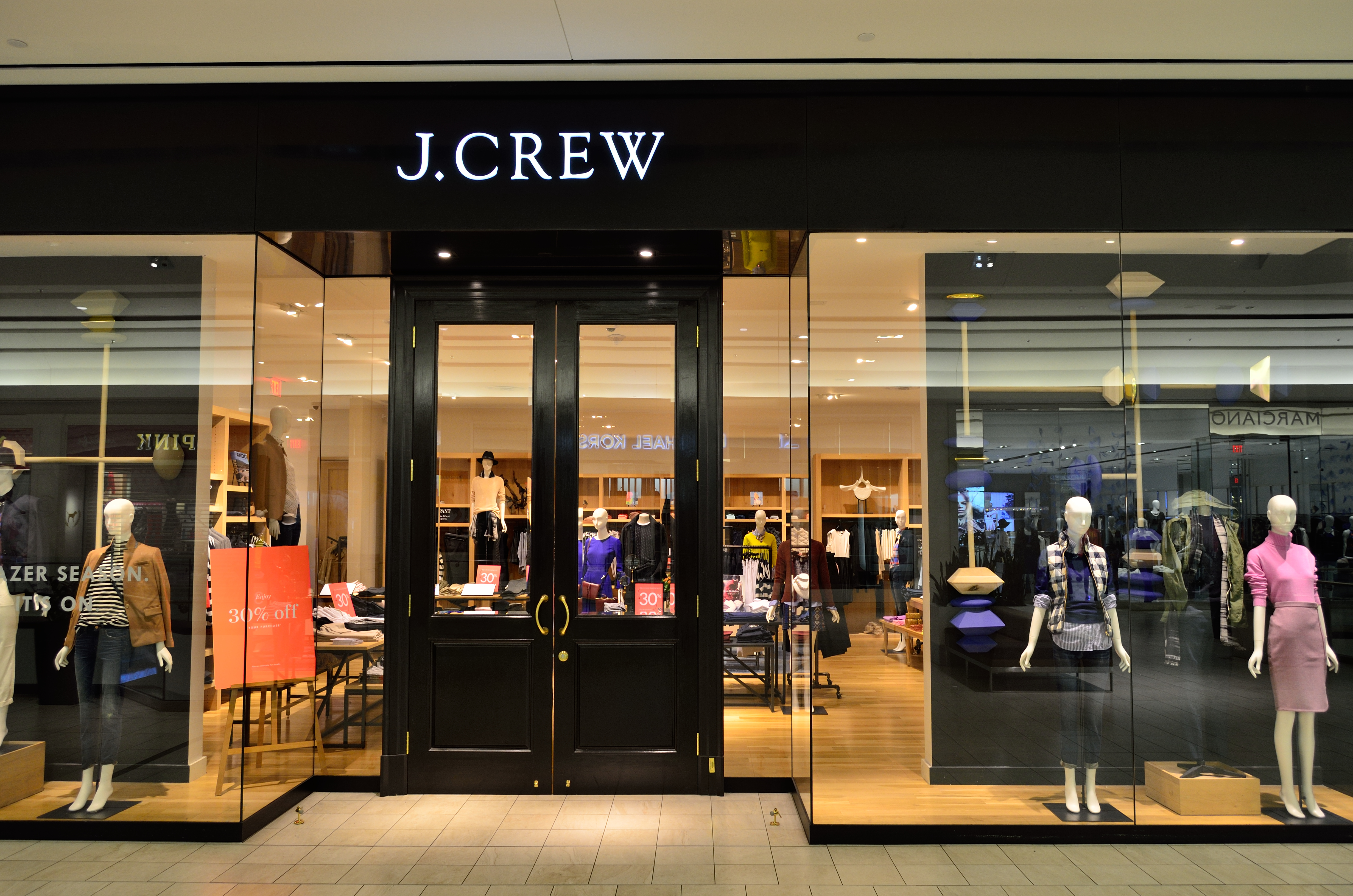
Магазин J.Crew у Марквілл торговому центрі (тепер закрито)

У 2011 році від J. Crew відкрив свій перший міжнародний магазин в торговому центрі Йоркдейл у Торонто, Онтаріо. У 2012 році від J. Crew анонсувала 4 нові магазини у 4 канадських містах: Едмонтоні, Ванкувері й Торонто (2 магазини).
У 2011 році J.Crew вирішило відкрити магазин у Лондоні на Ріджент-стрит.
На початку 2014 року J.Crew оголосила про плани відкриття 2 магазинів у Гонконзі: жіночий магазин — у Міжнародному фінансовому центрі, а чоловічий магазин -на Он-Лан стріт.
Станом на червень 2017 року J.Crew Group має близько 600 магазинів, у тому числі близько 460 власне J.Crew магазини.

## Маркетинг
Кожен рік компанія випускає 24 видання каталогу J.Crew з друком у понад 80 мільйонів примірників.
J.Crew розкритикована за позначення своїх нових супер-маленьких джинсів «розміром 000», й рекламування їх як «зубочистні джинси».
На початку 2011 року J.Crew була під обстрілом з боку консервативних засобів масової інформації за рекламу з креативного директора й президента Дженни Лайонс, де вона розфарбовувала нігті свого сина рожевим лаком. Під картинкою була цитата: «На щастя для мене, насамкінець я залишилися з хлопцем, що полюбляє рожевий колір».